# Dahé
Dahé est l'un des six arrondissements de la commune de Houéyogbé dans le département du Mono au Bénin.

## Géographie
Dahé est situé au sud-ouest du Bénin et compte 10 villages que sont Aguehon, Dahe-aklo, Dahe-kpodji, Danhoue, Djetoe, Djibio, Gnanmako, Houankpa, Kpassakanme et Tohoin.

## Démographie
Selon le recensement de la population de 2013 conduit par l'Institut national de la statistique et de l'analyse économique (INSAE), Dahé compte 19 536 habitants  .